# Estación Zelaya
Zelaya, es una estación que forma parte del Ferrocarril General Bartolomé Mitre, emplazada sobre el ramal Victoria–Capilla del Señor, con continuidad de traza hacia Pergamino. Está situada en la localidad de Zelaya, dentro del partido del Pilar, provincia de Buenos Aires, República Argentina.

## Servicios
La estación Zelaya constituye una parada intermedia dentro del corredor suburbano diésel del Ferrocarril General Bartolomé Mitre, en el tramo comprendido entre las estaciones Victoria y Capilla del Señor. En la actualidad, la prestación regular alcanza hasta la estación Los Cardales.
En 2021, en el marco de un plan de mejoramiento parcial de la infraestructura del ramal, se realizaron obras de renovación, restituyéndose la segunda vía en Zelaya tras aproximadamente tres décadas de inactividad. El proyecto contemplaba una extensión del servicio hasta San Antonio de Areco. La traza ferroviaria conserva continuidad desde Capilla del Señor hacia Vagués, San Antonio de Areco, Arrecifes, Pergamino y, en su origen histórico, Río Cuarto.
Históricamente, hasta 1978 existía un servicio de larga distancia que unía Retiro (Buenos Aires) con Río Cuarto (Córdoba), posteriormente en 1992 se discontinuaron los servicios de pasajeros hacia Pergamino, limitando el recorrido hasta Capilla del Señor. En 1995, coincidiendo con la operación concesionaria por parte de Trenes de Buenos Aires en el tramo hacia Capilla del Señor, la estación Zelaya fue clausurada como estación ferroviaria, pasando a atender únicamente el ascenso y descenso de pasajeros sin habilitación de boletería y ni otros tipos de servicios.

## Ubicación
La estación Zelaya se encuentra emplazada en el kilómetro 58,0 de la traza ferroviaria, tomando como punto de referencia la estación terminal Retiro (Buenos Aires). Respecto de sus estaciones cabeceras más cercanas, se sitúa a 33,7 km de la estación Victoria y a 23,4 km de la estación Capilla del Señor. Geográficamente, la estación se localiza en el sector noreste del partido del Pilar, provincia de Buenos Aires, a aproximadamente tres kilómetros del cauce del río Luján. Su acceso principal se ubica en la intersección de las calles Vicente Arroyo y Coronel Zelaya, en la localidad homónima.

## Historia
La estación Zelaya fue una de las más importantes del Ferrocarril Central Argentino y unas de las primeras en construirse e inaugurarse en el partido del Pilar. Formó parte del ramal Retiro–Pergamino, conocido también como Victoria–Vagués, siendo el tramo entre la estación Victoria y Zelaya de aproximadamente 33,7 kilómetros. Su apertura al servicio público se realizó el 30 de abril de 1892, bajo el nombre original de "Copello". Los terrenos donde se estableció la estación pertenecían a la familia Bancalari, quienes solicitaron el cambio de nombre en homenaje al Coronel Cornelio Zelaya. Esta denominación se mantuvo durante algunos años, hasta que el ferrocarril decidió suprimir el término “Coronel” debido a inconvenientes surgidos con el Correo Argentino.

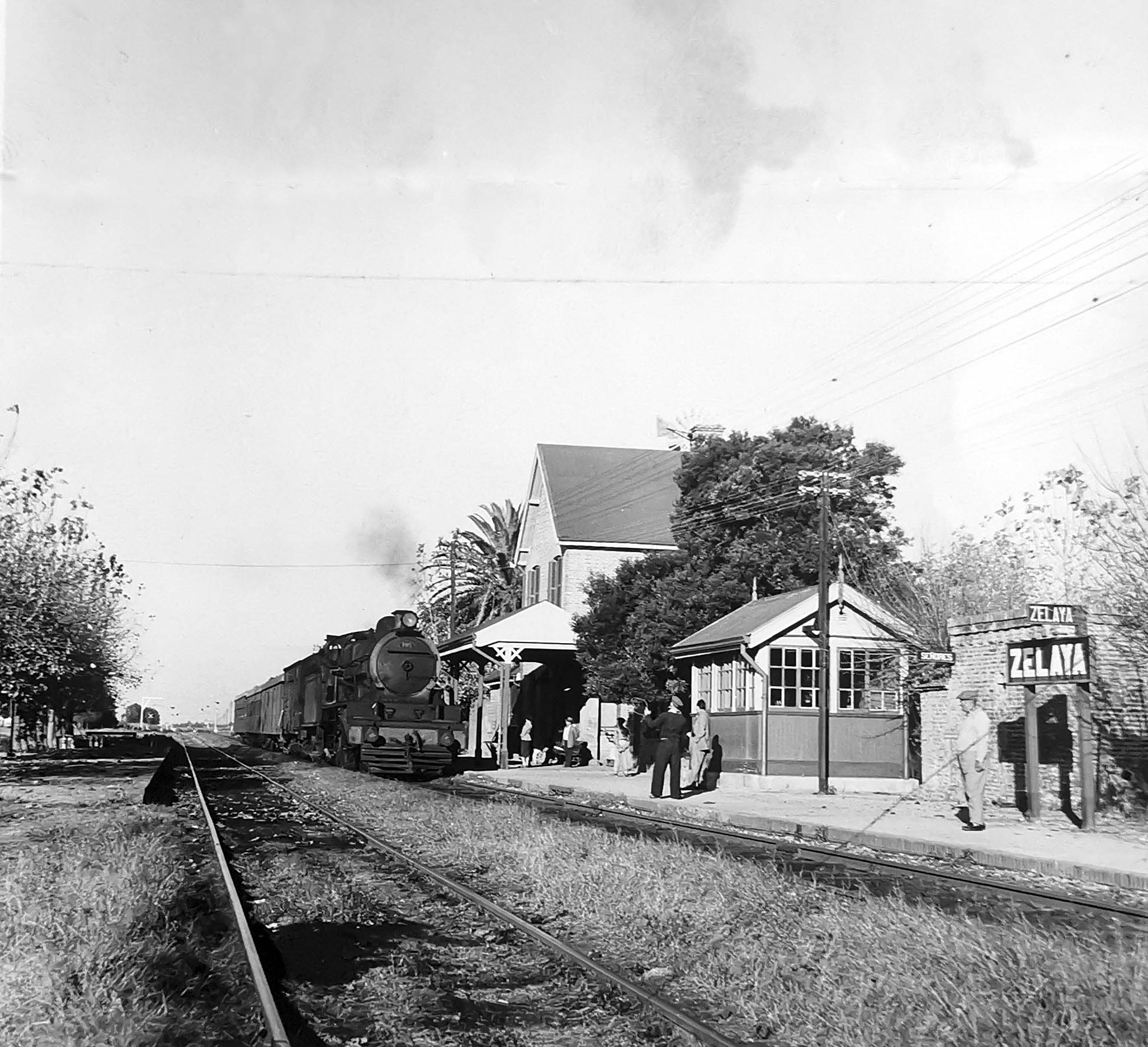
Estación Zelaya, año 1940.

La prolongación del ramal hasta Capilla del Señor, a una distancia de 23,4 kilómetros, se completó el 20 de julio de 1892, momento a partir del cual Zelaya dejó de ser estación terminal. Posteriormente, el 5 de julio de 1894, se habilitó el servicio entre Capilla del Señor y San Antonio de Areco (32,2 kilómetros), estableciendo conexión con el trayecto San Antonio de Areco – Arrecifes – Pergamino. Este último tramo era administrado por la gobernación de la provincia de Buenos Aires, bajo concesión otorgada el 1º de julio de 1881, y cuya habilitación se inició el 30 de agosto de 1882.
Al inaugurarse el tramo Victoria–Copello, se estableció la estación de Garín en el kilómetro 44. Según un mapa ferroviario de 1895, el trazado del ramal desde la estación empalme Victoria incluía únicamente las estaciones de Garín, Zelaya y Capilla del Señor. Durante la época en que el Ferrocarril General Bartolomé Mitre fue operado por Ferrocarriles Argentinos, por estas vías circulaban más de 80 trenes de carga y de pasajeros de larga distancia hacia las provincias de Santa Fe y Córdoba. Además, se prestaban servicios diarios a las estaciones de Retiro, Victoria, Capilla del Señor, Pergamino, Casilda, Venado Tuerto, Corral de Bustos y Río Cuarto.
En 1995, cuando la concesionaria Trenes de Buenos Aires asumió la operación del ramal hacia Capilla del Señor, la estación Zelaya cerró sus puertas al servicio público y fue reclasificada como parada ferroviaria. Actualmente, por la estación circulan aproximadamente 16 trenes diarios operados por Trenes Argentinos Operaciones.